# 一之御前神社
一之御前神社（いちのみさきじんじゃ）は、愛知県名古屋市熱田区にある神社である。熱田神宮の境内摂社のひとつ。

## 概要
創建は景行天皇年間とも天武天皇在位年間ともいわれる。本宮からみて北西方向、「こころの小径」と呼ばれる参拝道の奥まったところにあるが、現在地には1893年（明治26年）に移転したもので、それ以前には現本宮の南東付近にあった。
祭神として天照大神荒魂（あまてらすおおかみあらみたま）を祀る。荒魂とは激しく動的な事象を生み出す神霊をいい、勇猛さ・進取の象徴ともなる。熱田神宮でこれが祀られる由縁も、伊勢神宮に荒祭宮（北緯34度27分22秒 東経136度43分30秒 / 北緯34.45611度 東経136.72500度）があることと同義とされる。
「宮中第一の摂神」とされ、本宮とのきわめて近しい関係のほか、忠誠心の強い側近のような印象もうかがわれる。本宮での神事の際、古くは必ず最初に当社に供物を奉じることが慣わしとなっており、このことは「鬼食い」（毒味）の意味を持つともいう。

このことから、祭神の別説、あるいは相神として、大伴武日命（おおとものたけひのみこと）を祀ったとする説も古くからみられる。天野信景や深田正韶がこの説を支持する一方、津田正生は「信じがたし」と切り捨てている。『尾張志』によれば、大伴武日命は日本武尊の東征時に吉備武彦命（きびたけひこのみこと）と共に左右の副将軍として尊を支えた武人で、龍神社（祭神は吉備武彦命）と当社が本宮の両脇に衛士のように座することもこの故事に由縁があるという。

江戸時代以前は龍神社と相殿であったようで、それぞれ別社とすることの要望が大宮司宛口上書（1686年6月5日（貞享3年4月15日）付）として残っている。この願いは聞き届けられ、以来、一之御前神社と龍神社は現在に至るまで独立して存在している。
社名の由来としては、「魂」を「美佐岐（みさき）」と訓ずることが『倭姫命世記』などで知られており、ゆえに「一ノ魂（いちのみさき）」と書かれたとする説、686年（朱鳥元年）に朝廷から還座した草薙神剣（くさなぎのみつるぎ）がまず納められた仮宮であったとする説、本宮5神のうち第1の御前（ごぜん）である天照大神そのものを指すとする説などが知られる。「一神前（いちのみさき）」、「一御崎（いちのみさき）」とも書かれた。